# Epistemologia da virtude

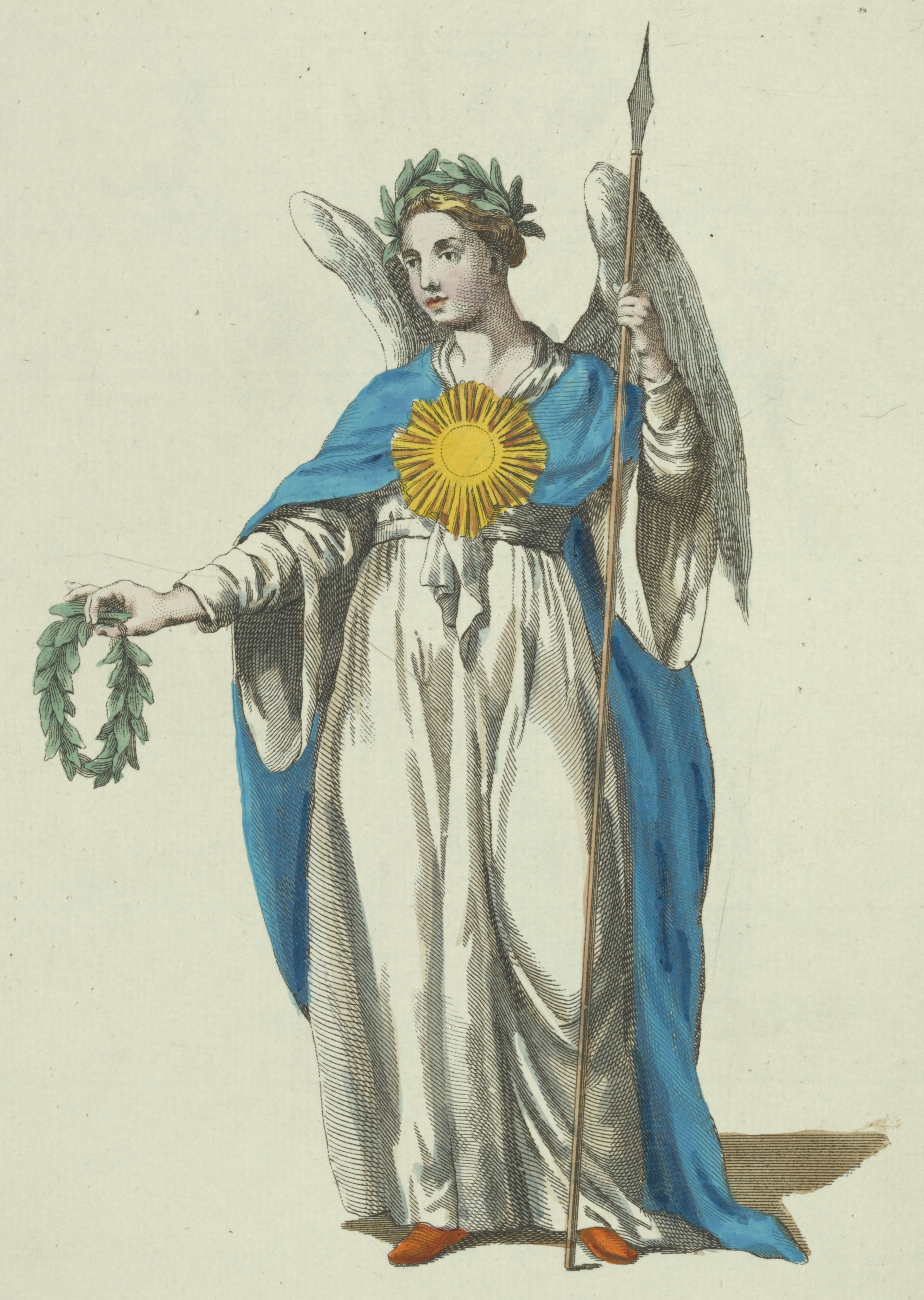
A Virtude - Londres, 1757.

Epistemologia da virtude é uma linha filosófica contemporânea de abordagem à epistemologia que enfatiza a importância das virtudes intelectuais. Combina os temas centrais da teoria da virtude, também chamada ética da virtude, com aproximações epistemológicas clássicas. A virtude intelectual tem sido um objecto de estudo da filosofia desde as obras de Platão e Aristóteles, mas a epistemologia da virtude é um desenvolvimento na linha da tradição da filosofia analítica. É caracterizada pelos esforços para resolver problemas de especial preocupação para a moderna epistemologia, como a teoria da justificação e o fiabilismo, direcionando a atenção para o indivíduo que conhece como agente, de maneira similar à ética da virtude.
A definição mais ampla de conhecimento adotada na epistemologia é dada via teoria geral das virtudes, que abrangem tanto virtudes morais quanto intelectuais. Ela remonta à Ética a Nicômaco de Aristóteles, e dá-se a partir do pressuposto de que o conhecimento é um tipo de bem ou fim a qual o humano visa alcançar. Tal definição é formulada do seguinte modo: "Conhecimento é o contato cognitivo com a realidade resultante dos atos de virtude intelectual". Quanto à "virtude intelectual", porém, há divergências quanto a que virtudes são e sua natureza. Autores que advogam pelo confiabilismo de virtudes, especialmente representado por Ernest Sosa, Alvin Goldman, John Greco e outros, entendem por essas virtudes certas disposições estáveis ou confiáveis que levariam à formação de conhecimento, como a razão, a percepção, a introspecção e a memória. Por outro lado, autores que advogam pelo responsabilismo de virtudes, especialmente representado por Linda Zagzebski, Lorraine Code, James Montmarquet, entre outros, entendem que essas "disposições estáveis/confiáveis" são apenas faculdades cognitivas, enquanto que virtudes propriamente devem ser identificadas com a excelência dessas faculdades no sujeito. Assim, virtudes intelectuais só podem ser traços de caráter como coragem intelectual, e atenção e propensão a ter a mente aberta (open-mindedness).